# Innowise
Innowise Sp. z o.o. – firma zajmująca się tworzeniem oprogramowania, założona w 2007. Przedsiębiorstwo posiada 15 oddziałów na całym świecie, z główną siedzibą w Warszawie.
Firma Innowise została założona w 2007 przez trzech inżynierów oprogramowania. Spółka rozpoczęła działalność na rynku niemieckim w 2009, a w 2011 pozyskała pierwszego klienta ze Stanów Zjednoczonych. W 2014 Innowise zaczęła tworzyć oprogramowanie dla firm z listy Fortune 500. W 2016 Innowise założyła Innowise Design Studio, dywersyfikując swoją działalność w zakresie projektowania cyfrowego. Ten krok zwiększył możliwości firmy w zakresie świadczenia kompleksowych usług projektowania i rozwoju oprogramowania. W 2019 jej projekt „VOKA.IO” zdobył nagrodę World Summit Award.
W 2020 firma otworzyła nowe centrum rozwoju w Wilnie. W 2021 Innowise została uznana za jedną z firm Global Outsourcing 100 przez International Association of Outsourcing Providers (IAOP).
W 2022 Innowise zajęła 554 miejsce na liście Inc. 5000. W tym samym roku firma otworzyła nowe biura we Frankfurcie nad Menem, Batumi i Warszawie, a w 2023 w Wielkiej Brytanii i Zjednoczonych Emiratach Arabskich. Innowise znalazła się na liście 2023 Global Outsourcing 100.